# Дембовец (гмина, Цешиньский повет)
Дембовец (пол. Dębowiec) — сельская гмина (волость) в Польше, входит как административная единица в Цешинский повет, Силезское воеводство. Население — 5498 человек (на 2004 год).

## Демография
| Перепись                       | Всего   | Всего | Женщины | Женщины | Мужчины | Мужчины |
| ------------------------------ | ------- | ----- | ------- | ------- | ------- | ------- |
| Единицы                        | человек | %     | человек | %       | человек | %       |
| Население                      | 5498    | 100   | 2773    | 50,4    | 2725    | 49,6    |
| Плотность населения (чел./км²) | 129,4   | 129,4 | 65,3    | 65,3    | 64,1    | 64,1    |

## Поселения
1. Дембовец
2. Симорадз
3. Огродзона
4. Искшичин
5. Костковице
6. Гумна
7. Лончка

## Соседние гмины
1. Цешин
2. Гмина Голешув
3. Гмина Хажлях
4. Гмина Скочув
5. Гмина Струмень